# Carlo Nervo
Carlo Nervo, né le 29 octobre 1971 à Bassano del Grappa dans la province de Vicence en Vénétie, est un footballeur international italien actif de 1988 à 2007 au poste de défenseur et un homme politique italien, membre de la Ligue du Nord (LN).
Il compte six sélections en équipe nationale entre 2002 et 2004, et 247 matchs de Serie A pour 18 buts.

## Biographie

### Carrière internationale
Carlo Nervo reçoit sa première sélection avec l'équipe d'Italie alors qu'il joue à Bologne, le 20 novembre 2002, à l'occasion d'un match amical contre la Turquie à Pescara (1-1).
Il porte six fois le maillot de l'équipe nationale d'Italie entre 2002 et 2004.

### Carrière politique
Carlo Nervo est le maire de Solagna depuis le 7 juin 2009.

## Palmarès
- Avec Bologne FC :
  - Champion de Serie C1 en 1995
  - Champion de Serie B en 1996
  - Vainqueur de la Coupe Intertoto en 1998